# Stenolophus
Stenolophus is een geslacht van kevers uit de familie van de loopkevers (Carabidae). De wetenschappelijke naam van het geslacht is voor het eerst geldig gepubliceerd in 1821 door Dejean.

## Soorten
Het geslacht Stenolophus omvat de volgende soorten:
- Stenolophus abdominalis Gene, 1836
- Stenolophus agonoides Bates, 1883
- Stenolophus alacer Peringuey, 1896
- Stenolophus anceps Leconte, 1857
- Stenolophus andrewesi Landin, 1955
- Stenolophus angolanus (Basilewsky, 1948)
- Stenolophus arcuaticollis N.Ito, 1997
- Stenolophus asakawaensis Habu, 1973
- Stenolophus badius Erichson, 1847
- Stenolophus bajaurae (Andrewes, 1924)
- Stenolophus balli (Basilewsky, 1947)
- Stenolophus barbarae Facchini, 2012
- Stenolophus basirufus (Basilewsky, 1948)
- Stenolophus binotatus (Casey, 1914)
- Stenolophus bousqueti N.Ito, 1997
- Stenolophus brevicornis (Jeannel, 1948)
- Stenolophus brittoni (Basilewsky, 1948)
- Stenolophus caeruleus Blackburn, 1890
- Stenolophus capensis Peringuey, 1896
- Stenolophus carbo Bousquet In Bousquet & Larochelle, 1993
- Stenolophus castaneipennis Bates, 1873
- Stenolophus charis Bates, 1892
- Stenolophus cincticollis Leconte, 1858
- Stenolophus cinctipennis Boheman, 1858
- Stenolophus columbinus Erichson, 1843
- Stenolophus comma (Fabricius, 1775)
- Stenolophus comptus Erichson, 1843
- Stenolophus concinnus Dejean, 1829
- Stenolophus congoensis (Burgeon, 1936)
- Stenolophus conjunctus (Say, 1823)
- Stenolophus connotatus Bates, 1873
- Stenolophus cruentatus Chevrolat, 1858
- Stenolophus cyclops (Darlington, 1968)
- Stenolophus debilis Erichson, 1847
- Stenolophus difficilis (Hope, 1845)
- Stenolophus discophorus (Fischer, 1823)
- Stenolophus discriminatus (Basilewsky, 1948)
- Stenolophus dissimilis Dejean, 1829
- Stenolophus doiinthanonus N.Ito, 2000
- Stenolophus dollmani (Basilewsky, 1946)
- Stenolophus dorsalis Motschulsky, 1864
- Stenolophus dorsiger Fairmaire, 1868
- Stenolophus dumainei Coquerel, 1866
- Stenolophus electus (Basilewsky, 1948)
- Stenolophus fenestratus (Burgeon, 1936)
- Stenolophus flavipes Leconte, 1858
- Stenolophus fugax Dejean, 1829
- Stenolophus fukiensis (Jedlicka, 1953)
- Stenolophus fuliginosus Dejean, 1829
- Stenolophus fulvicornis Bates, 1873
- Stenolophus fuscatus Dejean, 1829
- Stenolophus genieri Facchini, 2012
- Stenolophus germanus Chaudoir, 1878
- Stenolophus gonidius Bates, 1890
- Stenolophus humeralis (Dejean, 1831)
- Stenolophus humidus Hamilton, 1893
- Stenolophus impunctatus N.Ito, 2000
- Stenolophus incultus Casey, 1914
- Stenolophus infuscatus (Dejean, 1829)
- Stenolophus interruptus Chaudoir, 1876
- Stenolophus iridescens Klug, 1833
- Stenolophus iridicolor L.Redtenbacher, 1867
- Stenolophus irinorufus Fairmaire, 1878
- Stenolophus irinoviridis Fairmaire, 1878
- Stenolophus jaegeri Facchini, 2012
- Stenolophus jeanneli (Basilewsky, 1948)
- Stenolophus karasawai Tanaka, 1962
- Stenolophus kivuensis (Burgeon, 1936)
- Stenolophus kmecoi (Facchini, 2003)
- Stenolophus kurosai Tanaka, 1962
- Stenolophus kusamai Habu, 1977
- Stenolophus lamottei (Basilewsky, 1951)
- Stenolophus lecontei (Chaudoir, 1868)
- Stenolophus lentulus Erichson, 1847
- Stenolophus liebmanni G.Muller, 1931
- Stenolophus limbalis Leconte, 1857
- Stenolophus linearis (Jeannel, 1948)
- Stenolophus lineola (Fabricius, 1775)
- Stenolophus longicollis Erichson, 1847
- Stenolophus lucidus Dejean, 1829
- Stenolophus maculatus (Leconte, 1868)
- Stenolophus madagascariensis Facchini, 2012
- Stenolophus major (Basilewsky, 1968)
- Stenolophus marginatus Dejean, 1829
- Stenolophus marshalli (Basilewsky, 1946)
- Stenolophus megacephalus Lindroth, 1968
- Stenolophus metrius (Basilewsky, 1951)
- Stenolophus mexicanus Bates, 1882
- Stenolophus meyeri Jedlicka, 1935
- Stenolophus micans Erichson, 1842
- Stenolophus mixtus (Herbst, 1784)
- Stenolophus mjobergi Kataev, 1997
- Stenolophus motoensis (Burgeon, 1936)
- Stenolophus narentinus Drovenik & Peks, 1999
- Stenolophus natalicus (Peringuey, 1896)
- Stenolophus neghellianus (G.Muller, 1942)
- Stenolophus nepalensis (Jedlicka, 1965)
- Stenolophus nigerianus (Basilewsky, 1951)
- Stenolophus nigridius Andrewes, 1947
- Stenolophus nitens (Motschulsky, 1864)
- Stenolophus nitidulus Boheman, 1848
- Stenolophus obockianus (Fairmaire, 1892)
- Stenolophus obscurus (Blackburn, 1888)
- Stenolophus occiduus Facchini, 2012
- Stenolophus ochropezus (Say, 1823)
- Stenolophus opaculus Bates, 1886
- Stenolophus pallipes (Perroud & Montrouzier, 1864)
- Stenolophus parallelus (Mjoberg, 1905)
- Stenolophus parviceps (Casey, 1914)
- Stenolophus pauliani (Basilewsky, 1948)
- Stenolophus paulinoi Heyden, 1891
- Stenolophus perrieri (Jeannel, 1948)
- Stenolophus persimilis N.Ito, 2000
- Stenolophus piceus (Guerin-Meneville, 1830)
- Stenolophus plagiatus Gorham, 1901
- Stenolophus plagifer (Klug, 1853)
- Stenolophus planicostatus (Basilewsky, 1951)
- Stenolophus planicostis Facchini, 2012
- Stenolophus plebejus Dejean, 1829
- Stenolophus polygenus Bates, 1886
- Stenolophus promptus Klug, 1853
- Stenolophus propinquus A.Morawitz, 1862
- Stenolophus proximus Dejean, 1829
- Stenolophus pseudoobockianus Felix & Muilwijk, 2009
- Stenolophus quadratus N.Ito, 2000
- Stenolophus quadrimaculatus (W.J.Macleay, 1888)
- Stenolophus quadripustulatus (Dejean, 1829)
- Stenolophus quadriseriatus Schuler, 1970
- Stenolophus quinquepustulatus (Wiedemann, 1823)
- Stenolophus rectifrons (Bates, 1892)
- Stenolophus relucens Erichson, 1843
- Stenolophus rhodesianus (Basilewsky, 1948)
- Stenolophus robustus Sloane, 1907
- Stenolophus rotundatus Leconte, 1863
- Stenolophus rotundicollis (Haldeman, 1843)
- Stenolophus rufithorax Jedlicka, 1960
- Stenolophus rufiventris Laferte-Senectere, 1853
- Stenolophus rufoabdominalis Kataev, 1997
- Stenolophus rufolimbatus (Jedlicka, 1935)
- Stenolophus rugicollis (Leconte, 1859)
- Stenolophus ruthmuelleri Facchini, 2012
- Stenolophus ruwenzoricus (Burgeon, 1936)
- Stenolophus satoi Habu, 1973
- Stenolophus scapularis (Dejean, 1831)
- Stenolophus schaubergeri (Jedlicka, 1935)
- Stenolophus schoutedeni (Burgeon, 1936)
- Stenolophus senegalensis (Lecordier, 1978)
- Stenolophus shirakii Habu, 1973
- Stenolophus sicardi Jeannel, 1948
- Stenolophus silvestrii Basilewsky, 1951
- Stenolophus sinensis Tschitscherine, 1897
- Stenolophus skrimshiranus Stephens, 1828
- Stenolophus smaragdulus (Fabricius, 1798)
- Stenolophus splendidulus Motschulsky, 1864
- Stenolophus splendidus Motschulsky, 1864
- Stenolophus spretus Dejean, 1831
- Stenolophus steveni Krynicki, 1832
- Stenolophus straneoi (G.Muller, 1942)
- Stenolophus suturalis W.J.Macleay, 1888
- Stenolophus szetschuanus (Jedlicka, 1935)
- Stenolophus taoi Kasahara, 1989
- Stenolophus terminalis (Peringuey, 1896)
- Stenolophus tessellatus (Peringuey, 1892)
- Stenolophus teutonus (Schrank, 1781)
- Stenolophus thoracicus Casey, 1914
- Stenolophus toledanoi Facchini, 2012
- Stenolophus trichotichnoides N.Ito, 2000
- Stenolophus trivittis Fairmaire, 1868
- Stenolophus uenoi Habu, 1975
- Stenolophus uhligi Facchini, 2012
- Stenolophus unicolor Dejean, 1829
- Stenolophus urundianus (Basilewsky, 1956)
- Stenolophus ussuricus Kataev & Dudko, 1997
- Stenolophus vandenbulckei (Basilewsky, 1951)
- Stenolophus variolatus (Basilewsky, 1956)
- Stenolophus viridescens Jedlicka, 1935
- Stenolophus volucer Andrewes, 1930
- Stenolophus yonaguniensis Habu, 1977
- Stenolophus yunnanus (Jedlicka, 1935)
- Stenolophus zambezianus (Basilewsky, 1948)
- Stenolophus zarcoi (Basilewsky, 1952)